# Robert Antonín Leinweber
Robert Antonín Leinweber (7. února 1845 v České Lípě – 20. prosince 1921 v Mnichově) byl německý malíř a ilustrátor českého původu.

## Život
Robert Antonín Leinweber studoval malbu na Akademii výtvarných umění v Drážďanech.
Strávil mnoho let v severní Africe, zejména v Tunisku. Společně s Philippem Grot Johannem a Hermannem Vogelem vytvořil ilustrace k pohádkám bratří Grimmů. Leinweber také vytvořil mnoho biblických ilustrací.

## Galerie

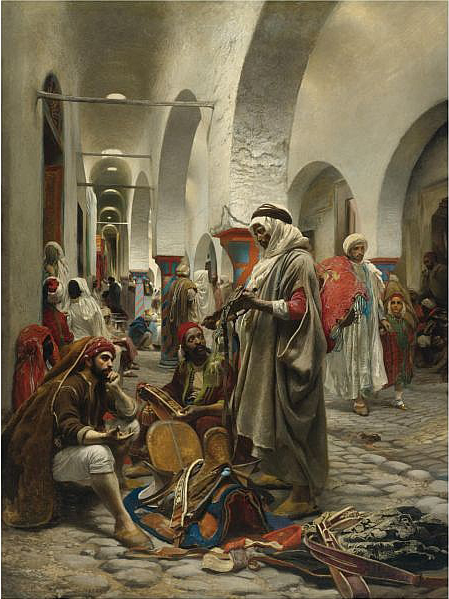
Robert Antonín Leinweber – Tržiště v Tunisu (před 1921)
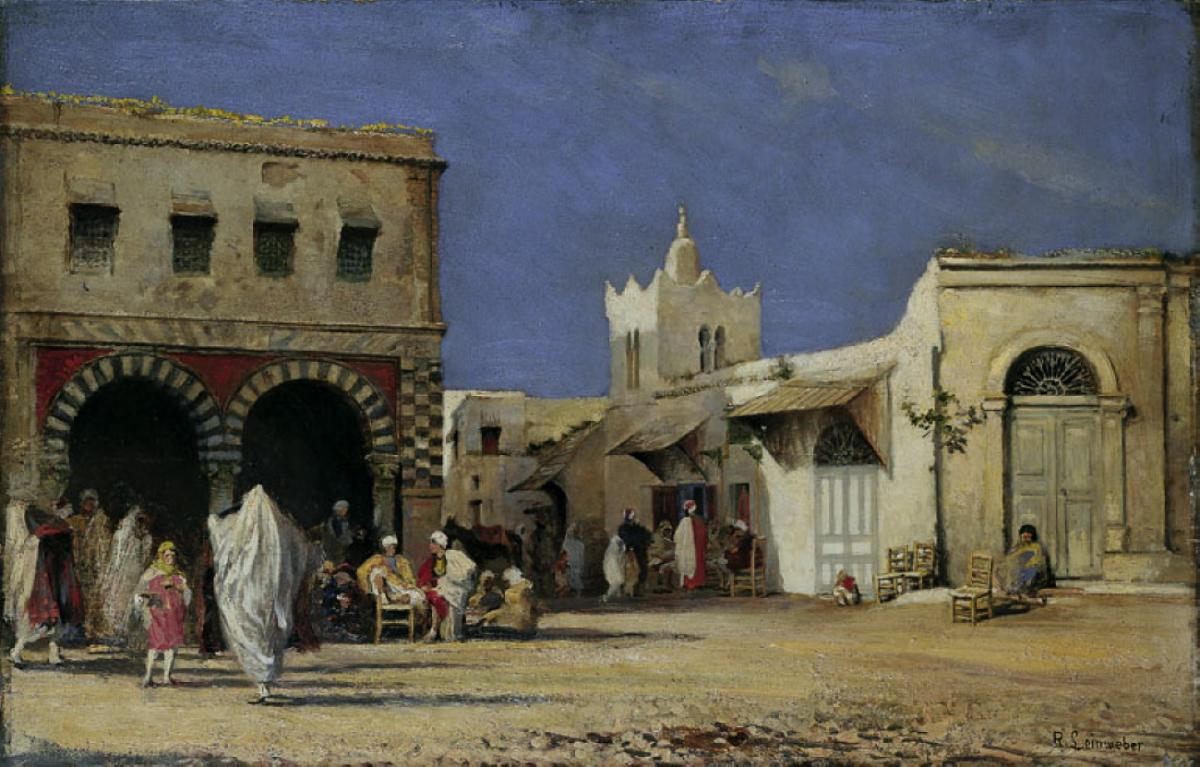
Robert Antonín Leinweber – Pouliční scény v Tunisu (před 1921)
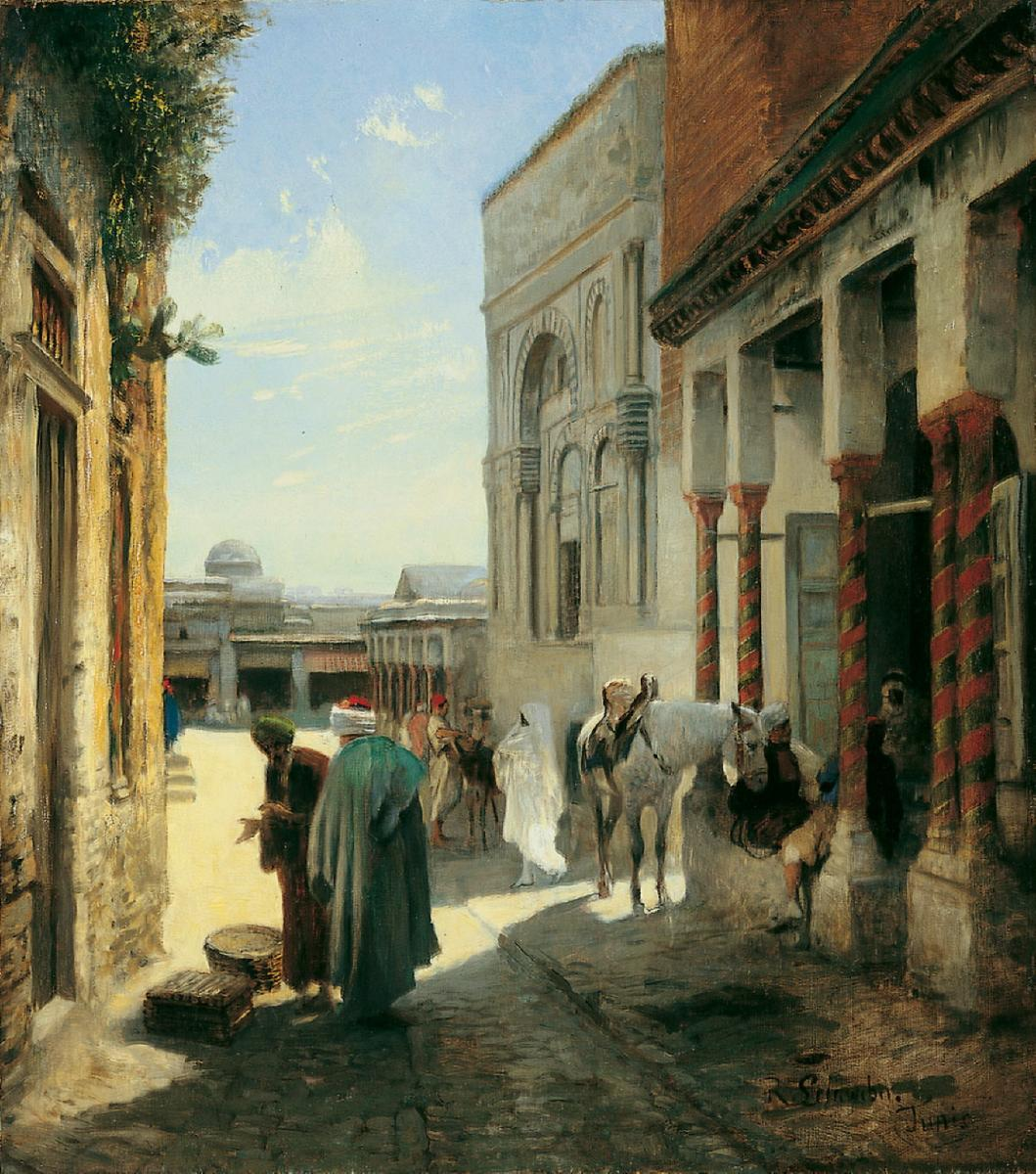
Robert Antonín Leinweber - Pouliční scény v Tunisu (před 1921)
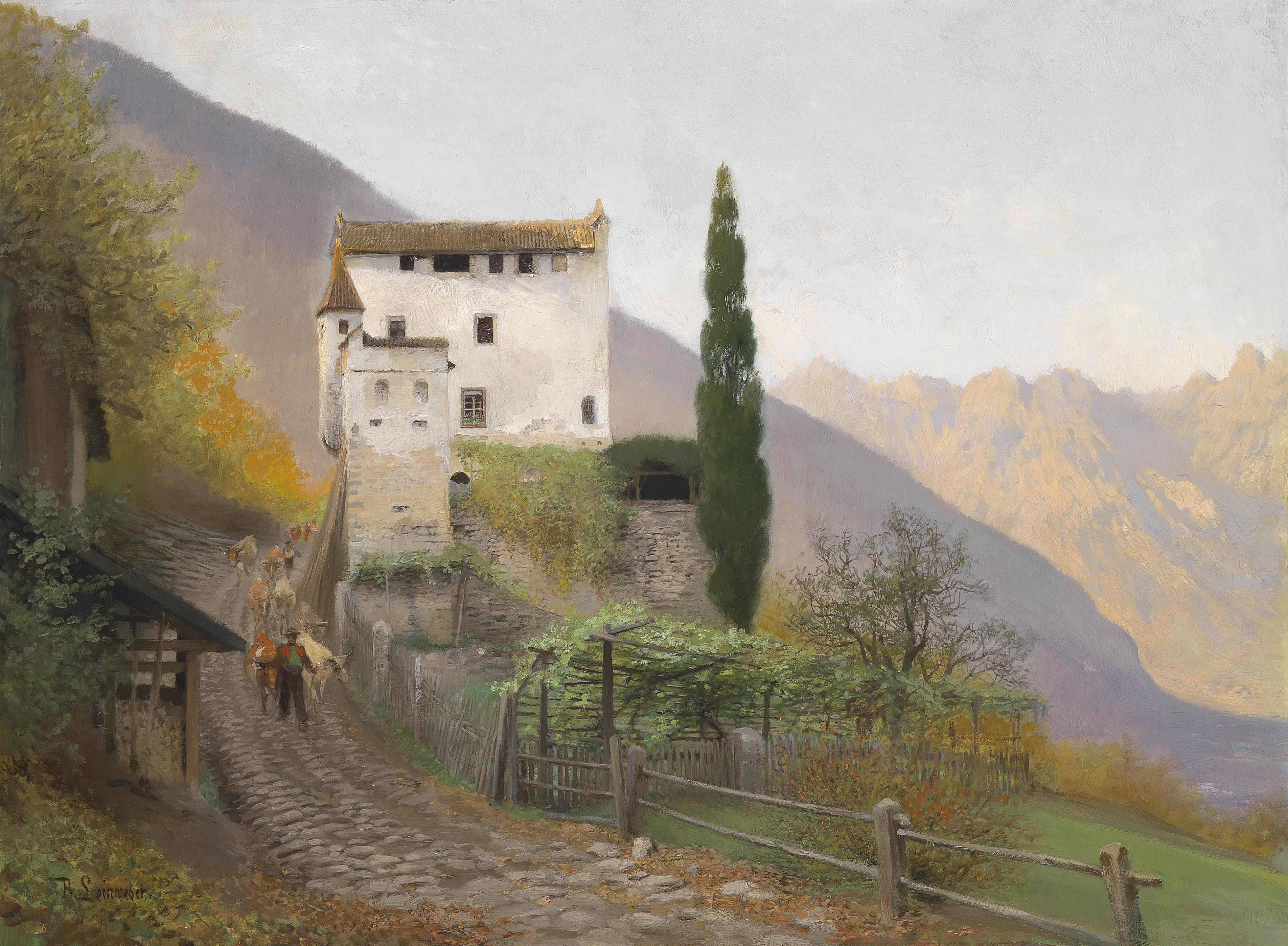
Robert Antonín Leinweber – Jarní den v Helmsdorfu (kolem 1921)
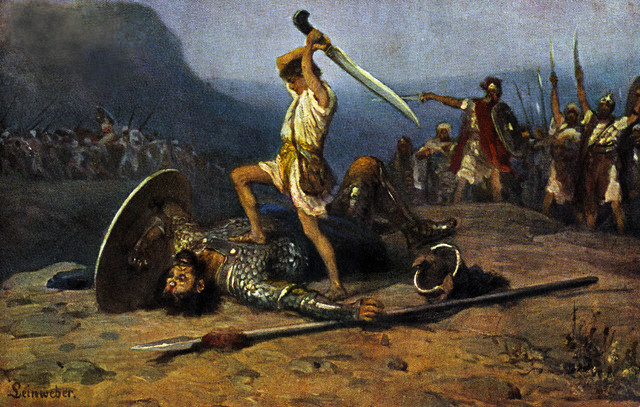
Robert Antonín Leinweber -David a Goliáš (před 1921)
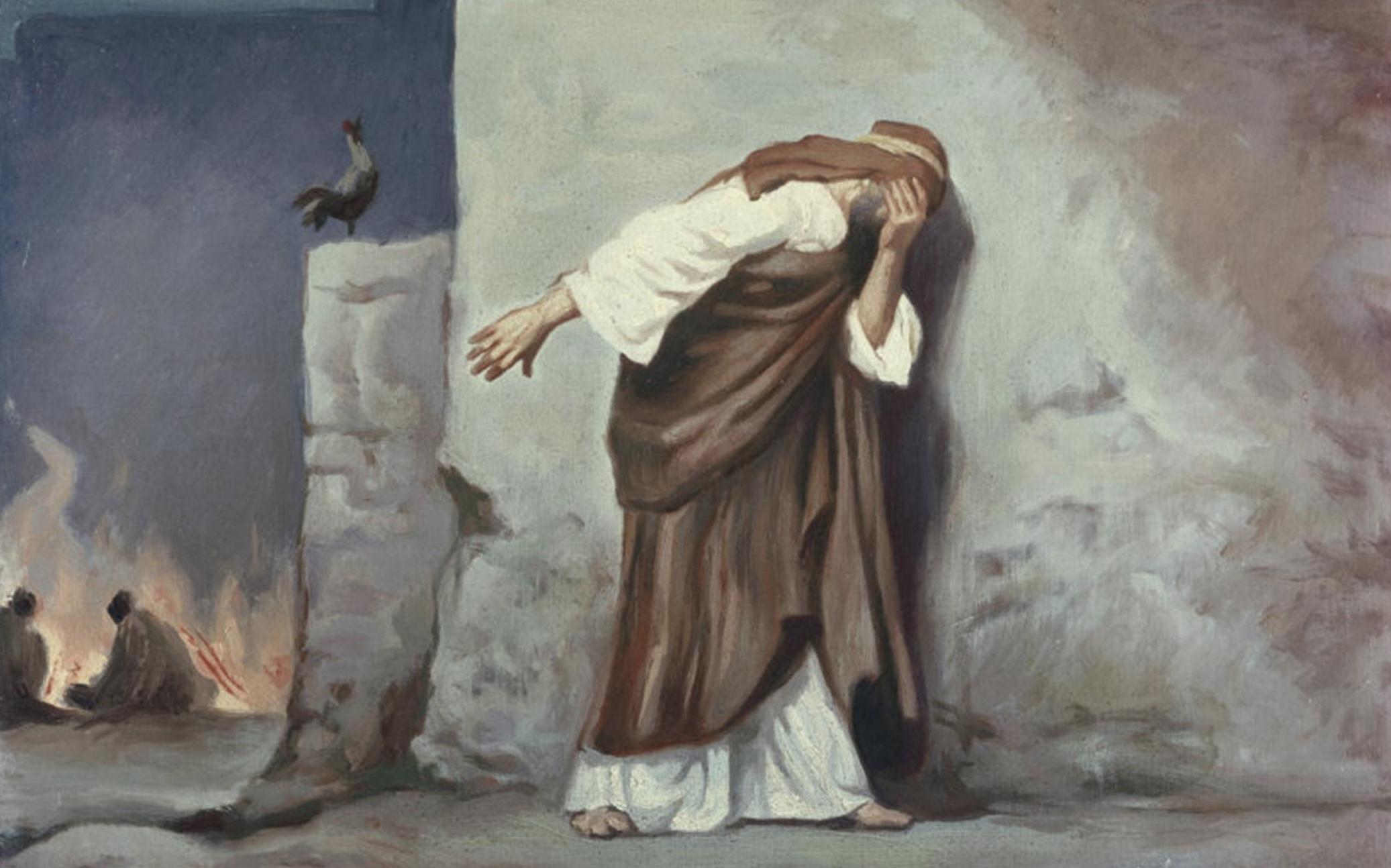
Robert Antonín Leinweber – Petrovo odmítnutí (před 1921)